# Хантайка
Ханта́йка — река на севере Сибири в Красноярском крае России, правый приток Енисея. На реке расположена Усть-Хантайская ГЭС, которая формирует крупное водохранилище. Истоком реки считается озеро Малое Хантайское. До строительства Усть-Хантайской ГЭС длина реки составляла 174 км, площадь водосборного бассейна — 30 700 км².

## Общие сведения
Бассейн реки расположен выше северного полярного круга, в климатической зоне тундр и лесотундр, в области сплошного распространения вечной мерзлоты. Питание реки смешанное — снеговое и дождевое. Замерзает раньше и вскрывается позже Енисея — в октябре и в первой половине июня, соответственно.
Территориально река располагается в Таймырском Долгано-Ненецком районе Красноярского края. Средняя часть реки скрыта в Хантайском водохранилище, которое сформировано Усть-Хантайской ГЭС. Сток зарегулирован, средний расход в 62 км от устья составляет 568 м³/с. Река судоходна до плотины гидроэлектростанции, которая не оборудована шлюзами и проход судов в верхний бьеф невозможен.
На основном притоке реки, реке Кулюмбэ, планируется строительство Кулюмбинского каскада гидроэлектростанций.

## Притоки
(с 34 км до 147 км от устья — Хантайское водохранилище)
- Болотная (пр)
- Тихая (лв)
- Кривляки (лв)
- 67 км: Кулюмбэ (лв)[6]
- 76 км: Моген (лв)[7]
- 80 км: Сиговая (пр)[8]
- 98 км: Турумакита (пр)[9]
- 108 км: Тукаланда (пр)[10]
- 134 км: Болотная (пр)[11]
- 142 км: Аккит (пр)[12]
- 147 км: Могокта (пр)[13]
- 164 км: Ирбэ (пр)[14]

## Населённые пункты
Верхнее течение реки и район Хантайского водохранилища не имеют крупных населённых пунктов, в нижнем течении около гидроэлектростанции расположен пгт. Снежногорск, на побережье Хантайского озера расположен посёлок Хантайское Озеро. Снежногорск административно входит в состав Норильска, который удалён на 160 км в северном направлении от этого посёлка.

## Хантайские озёра
В пределах водосбора реки Хантайка свыше четырёх тысяч озёр общей площадью около 1650 км², основным из них является расположенное на западных окраинах плато Путорана озеро Большое Хантайское, а также озеро Малое Хантайское и Хантайское водохранилище:
- Хантайское водохранилище начинается в 62 км от устья, занимает с севера на юг около 160 км при наибольшей ширине 9 км, общая площадь — 2230 км². Располагается на высоте 52 м над уровнем моря, уровень водохранилища может подниматься на 8 м[1].
- Малое Хантайское озеро расположено в 174 км от устья и считается истоком реки[16]. Площадь составляет около 70 км², система озёр располагается на высоте 62 м[15][16].
- Большое Хантайское озеро или озеро Хантайское соединено с Малым Хантайским протокой и располагается на высоте 65 м[15][16]. Длина около 80 км, ширина 25 км, площадь составляет около 900 км². Образовалось в результате подпруживания мореной ледниковой долины[15]. Одно из самых глубоких озёр России.
- Небольшие озёра равнинной части бассейна представляют собой водоёмы, образование которых связано с развитием термокарста в вечной мерзлоте. Происхождение озёр части бассейна на плато Путорана в основном объясняется тектонической активностью, продвижением ледников в эпохи оледенений или комбинацией этих явлений с участием термокарстовых процессов[17].

## Данные водного реестра
По данным государственного водного реестра России и геоинформационной системы водохозяйственного районирования территории РФ, подготовленной Федеральным агентством водных ресурсов:
- Бассейновый округ — Енисейский
- Речной бассейн — Енисей
- Речной подбассейн — Енисей ниже впадения Нижней Тунгуски
- Водохозяйственный участок — Хантайка от истока до Усть-Хантайского гидроузла
- Код водного объекта — 17010800312116100103596